# Habenaria dichopetala
Habenaria dichopetala är en orkidéart som beskrevs av George Henry Kendrick Thwaites. Habenaria dichopetala ingår i släktet Habenaria och familjen orkidéer. Inga underarter finns listade i Catalogue of Life.